# Jan Brzák
Jan Brzák (ur. 6 kwietnia 1912 w Pradze, zm. 15 lipca 1988 tamże) – czeski kajakarz, kanadyjkarz. W barwach Czechosłowacji trzykrotny medalista olimpijski.
Nosił przydomek „Felix”, ponieważ startował w czapeczce z wizerunkiem kota Feliksa.

## Kariera sportowa
Zdobył srebrny medal w wyścigu kanadyjek dwójek (C-2) na 1000 metrów na pierwszych mistrzostwach Europy w 1933 w Pradze (jego partnerem był Vladimír Syrovátka). Na kolejnych mistrzostwach Europy w 1934 w Kopenhadze Brzák i Syrovátka zwyciężyli w konkurencji C-2 na dystansach 1000 metrów i 10 000 metrów. 
Razem z Syrovátką zwyciężył w wyścigu kanadyjek dwójek na 1000 metrów na igrzyskach olimpijskich w 1936 w Berlinie. Startując w osadzie z Bohuslavem Karlíkiem zdobył w konkurencji dwójek złoty medal na 10 000 metrów i srebrny na 1000 metrów na mistrzostwach świata w 1938 w Vaxholm.
Obronił złoty medal w wyścigu dwójek na 1000 metrów na igrzyskach olimpijskich w 1948 w Londynie (w parze z Bohumilem Kudrną). Na pierwszych mistrzostwach świata w kajakarstwie górskim w 1949 w Genewie zdobył cztery medale: srebrne w drużynie w slalomie kanadyjek jedynek (C-1) i dwójek (C-2) i brązowe indywidualnie w tych konkurencjach (w dwójkach partnerował mu Kudrna).
Brzák i Kudrna zdobyli złote medale w wyścigach dwójek na 1000 metrów i na 10 000 metrów na mistrzostwach świata w 1950 w Kopenhadze i srebrny medal na dystansie 1000 metrów na igrzyskach olimpijskich w 1952 w Helsinkach. Na mistrzostwach świata w 1954 w Mâcon zajęli 6. miejsce na 1000 metrów.
Jego brat František także był kajakarzem i olimpijczykiem z Berlina.